# Акимовское (Акимовский район)
Акимовское (укр. Якимівське) — посёлок,
Переможненский сельский совет,
Акимовский район,
Запорожская область,
Украина.
Код КОАТУУ — 2320383613. Население по переписи 2001 года составляло 284 человека .

## Географическое положение
Посёлок Акимовское находится в 2,5 км от левого берега канала Р-9,
на расстоянии в 6 км от села Гвардейское.

## История
- 1832 — дата основания.